# Диана Орлеанская
Диана Орлеанская, герцогиня Вюртембергская (Диана Франсуаза Мария да Глория; род. 24 марта 1940, Петрополис, Рио-де-Жанейро) — французская принцесса, супруга Карла Вюртембергского. Художница и скульптор. Является покровительницей Смольного института свободных искусств и наук в Санкт-Петербурге.

## Биография
Принцесса Диана родилась 24 марта 1940 года Петрополисе и была шестым ребёнком Генриха Орлеанского (1908—1999) и Изабеллы Орлеан-Браганса (1911—2003)
Её художественная карьера началась в 1954 году, когда она познакомилась с росписью по ткани. Затем она изучила множество других техник: роспись по дереву, трафаретную печать, лепнину и витражи. 18 июля 1960 года она и Карл, герцог Вюртембергский обвенчались на гражданской церемонии в замке Альтсхаузен, а церковное венчание состоялось 21 июля 1960 года также в Альтсхаузене. В браке родились сыновья Фридрих, Эберхард, Филипп и Михаэль и дочери Матильда и Флер. Семья проживала в замке в Альтсхаузене.
После перерыва в работе с 1968 по 1971 год по болезни, с 1971 по 1980 год он выпускал около 80 картин в год. В начале 1980-х годов она обратилась к новым методам и посвятила себя конструированию изделий из бронзы и металла и для этого научилась сваривать. Ее работы экспонировались на многочисленных выставках по всему миру. Диана, герцогиня Вюртембергская, является основателем двух фондов: Фонда немецкой герцогини Дианы фон Вюртемберг, принцессы Франции по уходу за молодежью и охране памятников (1979) и французского Фонда Les Enfants de la Vie (1989) для проектов для детей в трущобах третьего мира.
В 1999 году совершила паломничество по Пути Святого Иакова в Сантьяго-де-Компостела. С тех пор в качестве покровителя она поддерживает проекты по расширению инфраструктуры Пути Святого Иакова. В средствах массовой информации и аристократических кругах к ней часто обращаются «Её Королевское Высочество» — это вежливая форма обращения, не имеющая юридического значения.
Её муж Карл герцог Вюртембергский умер в июне 2022 года.

## Брак и дети
21 июля 1960 года в Альтсхаузене она вышла замуж за герцога Карла Вюртембергского (1936—2022), который в 1975 году стал главой Вюртембергского дома. У них родилось четверо сыновей и две дочери.
- Его Королевское Высочество Фридрих, наследный герцог Вюртемберга (1 июня 1961 — 9 мая 2018), женился 11 ноября 1993 на принцессе Вильгельмине Марии цу Вид (р. 27 декабря 1973). У них один сын и две дочери:
  - Его Королевское Высочество герцог Вильгельм Фридрих Карл Филипп Альбрехт Николаус Эрих Мария Вюртембергский (р. 13 августа 1994);
  - Её Королевское Высочество герцогиня Мари-Амели Диана Кэтрин Беатрикс Филиппа Софи Вюртембергская (р. 11 марта 1996);
  - Её Королевское Высочество герцогиня Софи-Доротея Мартина Йоханна Мария Генриетта Харита Вюртембергская (р. 19 августа 1997).

- Её Королевское Высочество герцогиня Матильда Мария-Антуанетта Роза Изабель (р. 11 июля 1962), вышла замуж 17 ноября 1988 за графа (впоследствии князя) Эриха фон Вальдбурга цу Цайля унд Траухбурга (р. 21 ноября 1962), у них пять дочерей:
  - Графиня Мария-Тереза Вальбурга Габриэль Диана Джорджина Франциска (р. 5 октября 1989);
  - Графиня Мария Элизабета Вальбурга Аполлония Александра Фридерика (р. 31 декабря 1990);
  - Графиня Мария Шарлотта Вальбурга Антония Адельхайд Виктория Генриетта (р. 10 мая 1992);
  - Графиня Мария Элен Вальбурга Иоланда Кристиана Микаэла (р. 29 ноября 1993);
  - Графиня Мария Габриэль Вальбурга Ангелика Антония Фридерика Флёр (р. 29 ноября 1996);

- Его Королевское Высочество герцог Эберхард Алоис Николаус Генрих Иоганн Мария (р. 20 июня 1963) — с 2010 по 2016 год был женат на Дезире Копф, в браке родился сын; 15 июля 2023 года заключил повторный брак с Габи Майер (род. 1970);

- Его Королевское Высочество герцог Филипп Альбрехт Ульрих Кристоф Мария (р. 1 ноября 1964), женился в 1991 году на принцессе Марии Каролине Баварской (р. 23 июня 1969), дочери принца Макса, герцога в Баварии, у них сын и три дочери:
  - Её Королевское Высочество герцогиня Софи Анастасия Ассунта Мария Полина (р. 15 января 1994);
  - Её Королевское Высочество герцогиня Полина Филиппа Адельхайд Елена Мария (родилась 15 апреля 1997);
  - Его Королевское Высочество герцог Филипп Карл Теодор Мария Макс Эмануэль (р. 15 июня 1999);
  - Её Королевское Высочество герцогиня Анна Максимиллиана Элизабет Мариэелла Мария (р. 2 февраля 2007).

- Его Королевское Высочество герцог Михаэль Генрих Альберт Александр Мария (р. 1 декабря 1965), женился в 2006 на Юлии Рикарда Сторц (р. 1965).

- Её Королевское Высочество герцогиня Элеонора Флёр Хуанита Шарлотта Евдокси Мари-Аньес (р. 4 ноября 1977), вышла замуж в 2003 за графа Морица фон Гёсса (р. 1966), в браке трое детей:
  - Граф Зенон Карл Филипп Альфонс Мария фон Гёсс (р. 30 октября 2004).
  - Графиня Фламиния фон Гёсс (р. 25 февраля 2006)
  - Графиня Ливия фон Гёсс (р. июль 2010)